# جون گریس
جون گریس (انگلیسی: Jon Gries؛ زاده ۱۷ ژوئن ۱۹۵۷) یک هنرپیشه، و کارگردان اهل ایالات متحده آمریکا است.

## گزیده فیلمشناسی
از فیلم‌ها یا برنامه‌های تلویزیونی که وی در آن نقش داشته‌است می‌توان به آثار زیر اشاره کرد.
- نابغه واقعی (۱۹۸۵)
- دویدن از ترس (فیلم ۱۹۸۶)
- مرا دوباره بکش (فیلم ۱۹۸۹)
- کلاهبرداران
- کوتوله را بگیرید
- آخر بازی
- مردان سیاه‌پوش (فیلم ۱۹۹۷)
- بزرگ خالی
- برف‌پیما (فیلم)
- از پا افتاده
- ناپلئون دینامیت
- اعترافات یک ستاره اکشن
- آن را بچسبان
- فضانورد کشاورز
- بازگشت‌ها
- ربوده‌شده (فیلم ۲۰۰۸)
- اوضاع درهم خارج از زندان
- انتخاب طبیعی (فیلم)
- ربوده شده ۲
- قفسه ۱۳
- ربوده‌شده ۳
- عملیات کرومیت
- منطقه نیمه‌روشن (سری تلویزیونی ۱۹۸۵)
- سواران کوچک
- پرونده‌های ایکس
- بورلی هیلز، ۹۰۲۱۰
- ساینفلد
- ساینفلد
- بخش فوریت‌های پزشکی (مجموعه تلویزیونی)
- ۲۴ (مجموعه تلویزیونی)
- کارنیوال
- لاست
- سی‌اس‌آی: نیویورک
- پرونده سرد
- فرزندان آشوب
- غیب‌گو (مجموعه تلویزیونی)
- نیکیتا
- سوپرنچرال
- هاوایی فایو-زیرو
- ذهن‌های جنایتکار
- ۳ روز با پدر